# Nightingale (álbum)
Nightingale é um álbum do músico brasileiro Gilberto Gil, lançado em 1979. Foi gravado em Los Angeles com o produtor Sérgio Mendes. A banda do álbum, apesar de em sua maioria contar com músicos nascidos no Brasil, incluía músicos americanos como Don Grusin nos teclados e Nathan Watts no baixo elétrico.

## Faixas
Todas as canções escritas por Gilberto Gil, exceto onde indicado.
| Lado 1 |                   |                            |         |  |
| N.º    | Título            | Compositor(es)             | Duração |  |
| 1.     | "Sarará"          |                            | 4:48    |  |
| 2.     | "Goodbye My Girl" |                            | 4:06    |  |
| 3.     | "Ella"            | Gilberto Gil, Carol Rogers | 3:47    |  |
| 4.     | "Here and Now"    |                            | 4:25    |  |
| 5.     | "Balafon"         |                            | 2:47    |  |

| Lado 2         |                                |                                |         |  |
| N.º            | Título                         | Compositor(es)                 | Duração |  |
| 6.             | "Alapalá (The Myth of Shango)" | Gilberto Gil, Carol Rogers     | 3:45    |  |
| 7.             | "Maracatu Atômico"             | Jorge Mautner, Nelson Jacobina | 4:21    |  |
| 8.             | "Move Along with Me"           |                                | 3:47    |  |
| 9.             | "Nightingale"                  | Gilberto Gil, Jorge Mautner    | 3:51    |  |
| 10.            | "Samba de Los Angeles"         | Dalton Vogeler, Esdras Silva   | 3:20    |  |
| Duração total: | Duração total:                 | Duração total:                 | 37:57   |  |